# Apama (filla d'Artaxerxes II)
Apama fou una princesa aquemènida filla d'Artaxerxes II de Pèrsia.
El seu pare la va donar en matrimoni al sàtrapa de la Frígia Hel·lespòntica Farnabazos II vers el 388 aC segons indica Plutarc. I fou la mare del sàtrapa del mateix territori, Artabazos II.